# السفارة السعودية في سنغافورا
سفارة المملكة العربية السعودية في سنغافورة، هي بعثة دبلوماسية سعودية تقع العاصمة سنغافورة ويترأس البعثة سفير خادم الحرمين الشريفين سعد بن صالح الصالح. العنوان: بينانج رود 163، سنغافورة، 238463.

## وصلات خارجية
- موقع سفارة المملكة العربية السعودية في سنغافورة
- وزارة الخارجية السعودية (بالعربية)
- Ministry of Foreign Affairs of Kingdom of Saudi Arabia (بالإنجليزية)